# بيت بادي (الطويلة)

تعديل مصدري - تعديل

بيت بادي هي إحدى قرى عزلة بني الذولاني بمديرية الطويلة التابعة لمحافظة المحويت، بلغ تعداد سكانها 569 نسمة حسب تعداد اليمن لعام 2004.